# Cristin Milioti
Cristin Milioti (født 16. august 1985) er en amerikansk Broadwayskuespiller og sanger bedst kendt for at være med i Broadwaymusicalen Once fra 2006. Hun er født i byen Cherry Hill i den amerikanske stat New Jersey. Critin Milioti startede som skuespiller og sanger i en række skuespil og musicals på Broadway og hun er senere gået over i filmens verden, hvor hun blandt andet har nævneværdige roller i The Wolf of Wall Street (2013) og How I Met Your Mother (2013-2014), men hvor hun også er blevet kendt for roller i Sleepwalk with Me (2012) og Year of the Carnivore (2009). Hun havde sin debut i tv-serien 3. Ibs. i 2006 hvor hun spillede Megan Rafferty i den sjette episode. Hun er personligt en meget privat person og derfor vides der ikke meget om hende, udover at hun er 1,58 meter høj.

## Barndom og opvækst
Cristin Milioti blev født i Cherry Hill, en forstad til Philadelphia, i New Jersey i USA. Hun opvoksede der og graduerede i 2003 fra Cherry Hill Highschool East. Derefter begyndte hun at tage lektioner i skuespil på New York University i New York City, men droppede det allerede ved hendes første år. Cristin Milioti lærte som lille at spille klaver og bruger stadig dette i skuespil og film.

## Karriere

### Broadway og de tidlige år (2001-2006)
Cristin Milioti fik sin debut på Broadways gulve i 2001 da hun fik en støttende rolle i skuespillet The Lieutenant of Inishmore, hvorefter hun videre hen endte med at medvirke i Coram Boy fra 2005. I 2006 var hun optaget med endnu et nyt skuespil, men instruktøren John Tiffany havde fået øje på hende og spurgte om hun ikke ville have hovedrollen som en tjekkisk pige i den succesfyldte musical Once. Hun var jo allerede optaget, men han hjalp og skubbede hende i en længere periode hvilket endte med at hun fik rollen, hvor hun stod overfor Steve Kazee. Ved denne musical mødte hun også Joe Biden og Liza Minnelli.

### Filmkarrieren (2006-2014)
Som sin debut på film startede Cristin Milioti ud med tv-serier som Megan Rafferty i en episode i 3. Ibs. (2006) og som Catherine Sacrimoni i tre episoder i Sopranos (2006-2007). Derfra gik hun videre til filmen Greetings from the Shore fra 2007. Her spillede hun rollen Didi og spillede sammen med blandt andet Kim Shaw, Paul Sorvino og David Fumero. Efter to afsnit i The Unusuals fra 2009 fik hun et gennembrud som den forelskede Sammy Smalls i Year of the Carnivore, også fra 2009.
Efter Year of the Carnivore gik Cristin Milioti lidt tilbage til serier, hvor hun her medvirkede i tre forskellige episoder i tre forskellige serier - The Good Wife (2010), 30 Rock (2011) og Nurse Jackie (2011). Af disse serier bragte specielt 30 Rock hende anerkendelse.
Cristin Milioti fik sit næste gennembrud i Sleepwalk with Me, hvor hun spillede rollen som Janet. Herfra gik det hurtigt, og hun havde nu medvirket i I Am Ben, The Brass Teapot og Bert and Arnie's Guide to Friendship. I denne periode var hun også med på David Letterman. Cristin Milioti spillede efterfølgende med som Jordan Belforts kone i The Wolf of Wall Street.
I 2013 blev Cristin Milioti castet til at spille Ted Mosby's længeventede kone, Tracy, i How I Met Your Mother, hvilket førte til stor succes og anerkendelse. Hun kan blandt andet takke Neil Patrick Harris, som spiller Barney Stinson i serien, for det. Harris mente, at hun ville være perfekt til rollen. Cristin Milioti er en del af det faste cast igennem hele sæson 9 af How I Met Your Mother. Til denne rolle har hun blandt andet lært at spille bas.

## Filmografi
Cristin Milioti har været en aktiv skuespiller i filmens verden siden 2006 hvor hun havde sin debut i serien 3. Ibs.. Indtil videre har hun medvirket i sytten film og tv-serier.
| År   | Film/Serie                           | Rolle               | Antal episoder |
| ---- | ------------------------------------ | ------------------- | -------------- |
| 2006 | 3. Ibs.                              | Megan Rafferty      | 1              |
| 2006 | Sopranos                             | Catherine Sacrimoni | 3              |
| 2007 | Greetings from the Shore             | Didi                |                |
| 2009 | The Unusuals                         | Skitsekunstner      | 2              |
| 2009 | Year of the Carnivore                | Sammy Smalls        |                |
| 2010 | The Good Wife                        | Onya Eggertson      | 1              |
| 2011 | 30 Rock                              | Abby Flynn          | 1              |
| 2011 | Nurse Jackie                         | Monica              | 1              |
| 2011 | Ashley                               | Cristin             |                |
| 2012 | Sleepwalk with Me                    | Janetl              |                |
| 2012 | I Am Ben                             | Journalist          |                |
| 2012 | The Late Show with David Letterman   | Sig selv            | 1              |
| 2012 | The Brass Teapot                     | Brandi              |                |
| 2013 | Bert and Arnie's Guide to Friendship | Faye                |                |
| 2013 | How I Met Your Mother                | Moren               | 25             |
| 2013 | The Wolf of Wall Street              | Teresa Petrillo     |                |
| 2014 | The Occupants                        | Lucy                |                |